# 黑暗曙光
黑暗曙光樂團（直译：日出而死）是已故主唱查斯特·班寧頓（Chester Bennington）暫時跳脫聯合公園當家主唱所成立的自組團體。
第一張專輯《破土重生》（Out of Ashes）已在2009年10月13日全球發行。2010年1月30日，在台北華山藝文特區舉辦的演唱會發行 「破土重生」 全球獨家CD+DVD影音珍藏版專輯。
其中專輯裡面的第二波主打歌「Let Down」被一致推薦選為台灣电影《艋舺》的電影主題曲，演唱會當天還被此國片的知名電影導演鈕承澤特邀參加電影試片記者會。

## 历史

### 乐队成立、首张专辑《破土重生》（2005 - 2009年）
黑暗曙光乐队的历史可以追溯至2005年，当时查斯特·班寧頓正在为林肯公园的专辑《Minutes to Midnight》创作歌曲。据班寧頓说：“我创作了几首感觉和声音非常不错的歌曲，但我知道它们在风格上并不适合林肯公园。它们比我为乐队创作的任何歌曲都更加阴暗和沉闷。因此，我决定独自创作而不是让它们作为林肯公园的曲目。”然而，黑暗曙光的基础要追溯得更早，当时班寧頓在录制Linkin Park的首张专辑《混合理论》时认识了Ryan Shuck。在一次采访中舒，克表示：“我经常去他（查斯特）家听他弹吉他。我总是想，‘我的天，这些歌曲太棒了。’”

乐队之前的名字是“Snow White Tan”。在一次采访中，班寧頓表示：
|  | 我之所以想出了这个乐队的名字，是因为在制作这张专辑的初期，我在开派对……我们称之为派对。虽然没什么意思，但我们开了很多派对。很多时候，我都陷入了极度自我毁灭的心境，有时感觉你不确定自己是否能活到明天。那种生活方式某种程度上演变成了这个名字（乐队名称直译：日出而死），而专辑的标题《破土重生》则是从我走过的那种自毁路径中走出来，重新崛起的意思，可以这么说。 |

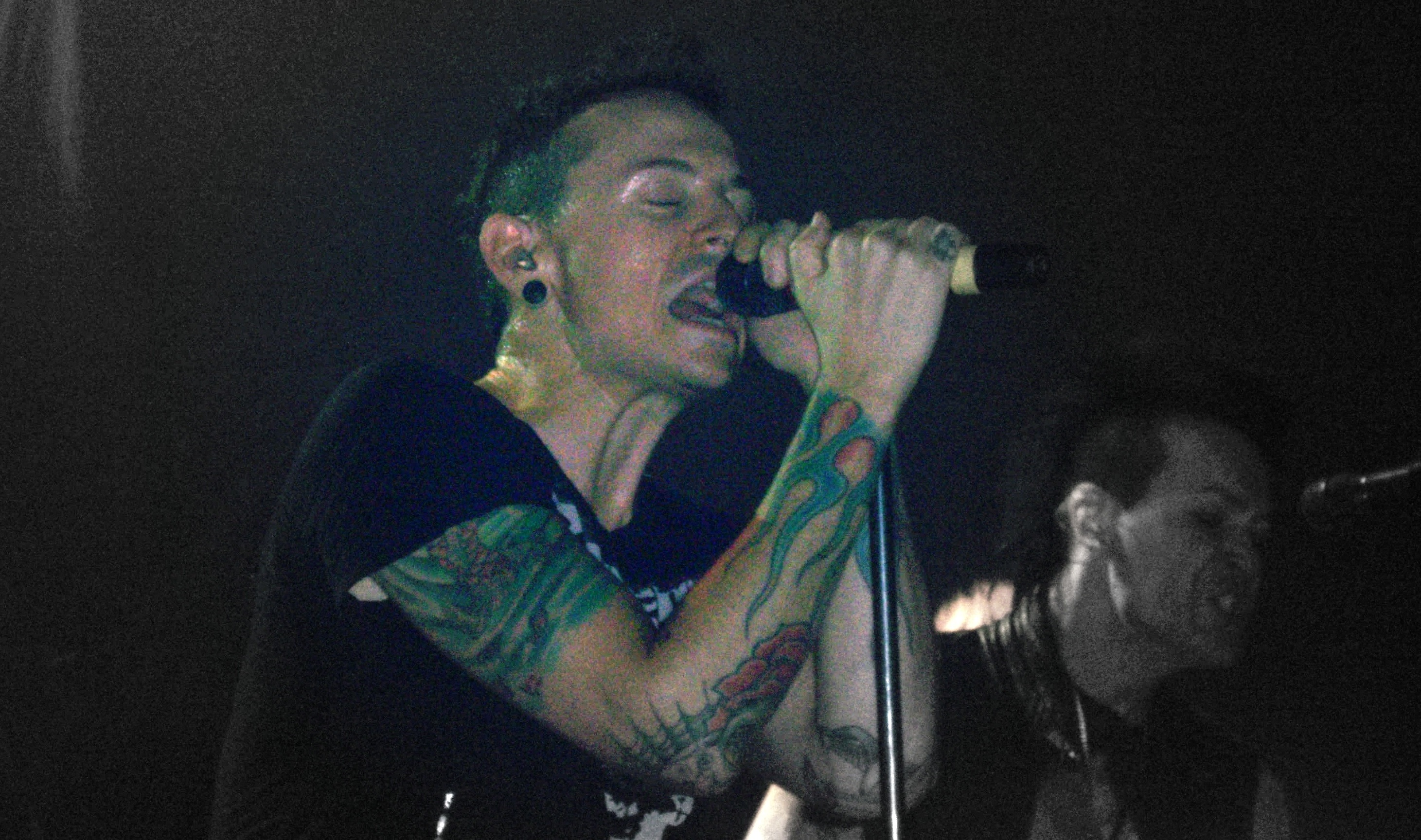
黑暗曙光在2007年的演出

在2008年5月10日，黑暗曙光在亚利桑那州坦佩市的Club Tattoo 13周年庆典上演奏了三首歌曲（《Walking in Circles》，《Morning After》和《My Suffering》）。歌曲 《Morning After。是由查斯特·班寧頓创作的，最初于2001年9月12日在柏林现场音乐会上演奏。班寧頓还在2005年和2006年的多场演出中与他的翻唱乐队Bucket Of Weenies一起演奏了《Morning After》。这是班寧頓第一次以黑暗曙光的新名字正式演奏这首歌。此外，该乐队与林肯公园一起在欧洲、日本和美国进行了巡回演出。在一次与MTV的采访中，班寧頓表示：“实际上，我们将会在林肯公园的演出中间跳上台，演奏几首歌，然后退出，让林肯公园完成整场演出。”
该乐队首张专辑的录制始于2008年7月，当时林肯公园的巡演已经结束。在同时致力于个人专辑和林肯公园的下一张专辑的制作中，班寧頓与制作人霍华德·本森以及朱利安·凯的乐队成员一起录制了《Out of Ashes》。在与乐队一起重新塑造音轨成硬摇滚、抒情乐曲，甚至消除所有摇滚影响，打造出以合成器为主的音轨之前，班寧頓在原声吉他上创作了大部分歌曲。林肯公园的队友迈克·信田证实，《Out of Ashes》是“更偏向摇滚的专辑（而非林肯公园的专辑）”。值得注意的是，班寧頓参与了专辑的所有方面，包括编曲和制作。
乐队为2009年9月8日专辑的《Crawl Back In》和《Let Down》作为单曲推出出了音乐视频。《Crawl Back In》在主流摇滚榜上达到了第11位。

### 乐队后期、停滞和查斯特·班寧頓的离世（2010 – 2018年）
在2009年接受《Billboard》采访时，班寧頓表示：“对我们来说，这（乐队）不是一次性的事情。我可以想象每五年左右会有一张黑暗曙光的专辑。”尽管如此，在2010年，他表示可能会有一小部分机会制作新专辑。他还指出，由于林肯公园的新方向，“决定他创作的歌曲将由哪个乐队推出变得非常困难。”
在2011年11月4日，班寧頓的妻子塔琳达透露，黑暗曙光将在2011年的Stars of the Season Gala义演为儿科康复筹集善款。
在2012年4月20日由The Whosoevers主办的Love and Death音乐会上，埃利亚斯·安德拉宣布已在2011年12月离开了乐队。同年晚些时候，该乐队用Street Drum Corps的弗兰克·祖莫取代了安德拉。从那时起，该乐队一直处于停滞状态。
在2017年7月20日，主唱查斯特·班寧頓·贝宁顿在加利福尼亚州的家中自杀身亡。该乐队于7月29日在他们的Facebook页面上发布了一份正式声明。乐队成员瑞恩·舒克和阿米尔·德拉赫，以及Grey Daze的成员梅斯·贝尔斯联合在2017年9月2日在拉斯维加斯的一场原声音乐会上为贝宁顿表演了一场致敬演出。
随后，他们于2017年10月27日参加了林肯公园为查斯特·班寧頓·贝宁顿举办的纪念音乐会。他们与Korn的主唱乔纳森·戴维斯一起演唱了《One Step Closer》。
该乐队是由查斯特·班寧頓同Julien-K乐队的全体成员联合组成的。在查斯特去世之后，剩余的成员（也即Julien-K的全体成员）在2018年于意大利最后一次以黑暗曙光的名义举行了演出。

## 过往成員
- 查斯特·班寧頓——主唱
- Ryan Shuck——吉他、合聲
- Amir Derakh——吉他
- Brandon Belsky——貝斯
- Elias Andra——鼓
- Anthony "Fu" Valcic——鍵盤

## 專輯
- 2009：《破土重生》（Out of Ashes）

## 資料來源與注釋
1. ↑  Yahoo奇摩新聞~查斯特率「黑暗曙光」搖滾熱唱 看完電影「艋舺」大讚超酷，[永久],2010年1月30號引用
2. ↑  . Contactmusic.comt. July 21, 2009  [January 17, 2010]. （原始内容存档于2011-06-06）.
3. ↑  Linkin Park's Bennington Readies Side Project Dead By Sunrise 的存檔，存档日期September 16, 2017，. Rolling Stone. July 9, 2009.
4. 1 2  Linkin Park's Chester Bennington Gets 'Dark' With New Band, Dead By Sunrise Archive.today的存檔，存档日期2012-09-06 MTV News. July 16, 2009.
5. ↑  . YouTube. December 15, 2007  [October 1, 2011]. （原始内容存档于2021-12-15）.
6. ↑  . Linkin Park Live.   [May 11, 2018]. （原始内容存档于2019-01-01）.
7. ↑  Linkin Park still mixing it up Archive.today的存檔，存档日期2012-05-26 Army Times. July 2008. "We're done touring after the summer, we're going back to China for a week and a half. Then we'll go back in the studio to work on the next Linkin Park record and I'm going to finish my solo project, called "Dead By Sunrise." Hopefully, those will both be out next year."
8. ↑  . Arizona Republic. August 6, 2008  [September 15, 2017]. （原始内容存档于2024-01-16）.
9. ↑  New Linkin Park Album Due in 2010 （页面存档备份，存于） Alternative Addiction. May 22, 2009.
10. ↑  Chester Bennington's Dead by Sunrise to Release 'Out of Ashes' This Fall.  Bennington has also recently stated that he plans (or would like to,) release more albums with Dead By Sunrise in the future. Icon vs. Icon. July 9, 2009. 的存檔，存档日期July 25, 2009，.
11. ↑  CRAWL BACK IN DEBUTS ON MYSPACE （页面存档备份，存于）Dead By Sunrise Myspace. September 8, 2009
12. ↑  CHESTER BENNINGTON's DEAD BY SUNRISE Films Two New Videos 的存檔，存档日期July 25, 2009，. Blabbermouth. July 20, 2009.
13. ↑  Graff, Gary. . Billboard (Billboard). September 18, 2009  [July 22, 2011]. （原始内容存档于2021-10-23）.
14. ↑  Chester Bennington of Linkin Park Talks 的存檔，存档日期October 8, 2010，. Artist Direct. October 5, 2010.
15. ↑  Bennington, Talinda. . Twitlonger. Twitter. November 4, 2011  [November 13, 2011]. （原始内容存档于2024-01-16）.
16. ↑  Bennington, Talinda. . Twitlonger. Twitter. November 4, 2011  [November 13, 2011]. （原始内容存档于2024-01-16）.
17. ↑  . The Whosoevers.   [April 20, 2012]. （原始内容存档于December 2, 2013）.
18. ↑  Pettigrew, Jason. . Altpress.com. July 24, 2017  [2024-01-16]. （原始内容存档于2022-05-17）.
19. ↑  . Facebook.com. July 29, 2017  [April 28, 2020]. （原始内容存档于2024-01-16）.
20. ↑  Mack, Emmy. . Music Feed. September 4, 2017  [September 5, 2017]. （原始内容存档于2017-09-08）.
21. ↑  Kroeber, Bryan. . Mashable. October 29, 2017  [November 10, 2017]. （原始内容存档于2020-10-30）.